# Aframomum spiroligulatum
Aframomum spiroligulatum är en enhjärtbladig växtart som beskrevs av John Michael Lock och Axel Dalberg Poulsen. Aframomum spiroligulatum ingår i släktet Aframomum och familjen Zingiberaceae. Inga underarter finns listade i Catalogue of Life.